# Halosphaeria quadri-remis
Halosphaeria quadri-remis är en svampart som först beskrevs av Höhnk, och fick sitt nu gällande namn av Jan Kohlmeyer 1972. Halosphaeria quadri-remis ingår i släktet Halosphaeria och familjen Halosphaeriaceae.   Inga underarter finns listade i Catalogue of Life.
I den svenska databasen Dyntaxa används istället namnet Remispora quadri-remis för samma taxon.  Arten är reproducerande i Sverige.